# Vetones
Los vetones (en latín vettones), etnónimo que podría significar "los guerreros", "los saqueadores" o "los viajeros", fue el demónimo que los historiadores griegos y romanos emplearon sobre el conjunto de los pobladores prerromanos de cultura celta que habitaban un sector de la parte occidental de la Península ibérica y que compartían un denominador más o menos común. Su asentamiento tuvo lugar entre los ríos Duero y Tajo, principalmente en el territorio de las actuales provincias españolas de Ávila, Salamanca y Cáceres, y en parte de las de Toledo y Zamora. En la parte del oriente de Portugal también existen ejemplares de una de sus creaciones más características: los verracos de piedra, figuras totémicas zoomorfas con formas de toro, cerdo o jabalíes distintivos de esta cultura y cuyo origen y significado aún se desconocen. Si bien pudieron ser marcas territoriales, esculturas religiosas o funerarias, lo cierto es que estas esculturas constituyen un rasgo característico y único de este pueblo prerromano, hasta el punto de que dichas esculturas siguieron vigentes como símbolo de los vetones tras la conquista, llegando a ser utilizados hasta bien entrado el siglo II d. C. como signo de identidad propia de este pueblo y sus descendientes ya romanizados: así lo atestiguan diversos ejemplares de carácter funerario ya en época romana.
En su cosmología religiosa también incluían al dios lobo (Endovélico o Vaelico) como figura religiosa dominante.
En líneas generales, los vetones limitaban con los pueblos vacceos al norte, con los astures al noroeste, al este con los carpetanos, al sur con los oretanos, túrdulos y célticos y al oeste con los lusitanos (pueblo esté muy unido y hermanado original y ancestralmente, compartiendo probablemente cultura, religión, lengua, costumbre y a veces incluso territorios). Es posible que también limitaran con el territorio arevaco al noreste.
Su cultura se caracterizó por su carácter guerrero, ecuestre y ganadero. Las diferentes comunidades vetonas estaban dirigidas por una «estratocracia» que controlaba los recursos, en particular el ganado. Construyeron asentamientos defensivos en zonas elevadas; algunos ejemplos que han llegado a nuestros días son los castros u oppida de Ulaca, El Raso, Sanchorreja, Las Cogotas o el de Mesa de Miranda.
El concepto Vetonia como ente etno-político, cultural y nacional es probablemente un producto posterior fruto de la nueva organización territorial de la Hispania romana que realizó Augusto en los últimos estertores del siglo I a. C.

## Origen y «celticidad»
Martín Almagro Gorbea considera «evidente» que los vetones pertenecieron a un conjunto de pueblos prerromanos calificable como celta por sus características culturales.El origen de este pueblo es desconocido: probablemente proviene del norte europeo, aunque varios expertos consideran que fue el resultado de una fusión entre la cultura autóctona indoeuropea hispánica precelta, y la céltica. En cualquier caso, parece ser que dicho pueblo fue uno de los primeros pueblos celtas de la península del que se  conoce el significado de su etimología.  Vetones y lusitanos debieron tener un origen ancestral común y muy antiguo, de ahí que ambas comunidades estuviesen muy unidas por lazos ancestrales muy estrecho, hasta el punto de que el propio Viriato fue Rey de lusitanos y vetones. En investigaciones recientes se ha llegado incluso a plantear el origen vetón y no lusitano de Viriato.  Sea como fuere, ambos pueblos, aunque diferenciados, siempre estuvieron hermanados y ancestralmente unidos, llegando incluso a casarse entre ellos y compartir lazos de sangre, religión y lengua, y a guerrear unidos frente a sus enemigos propios o comunes.

## Historia

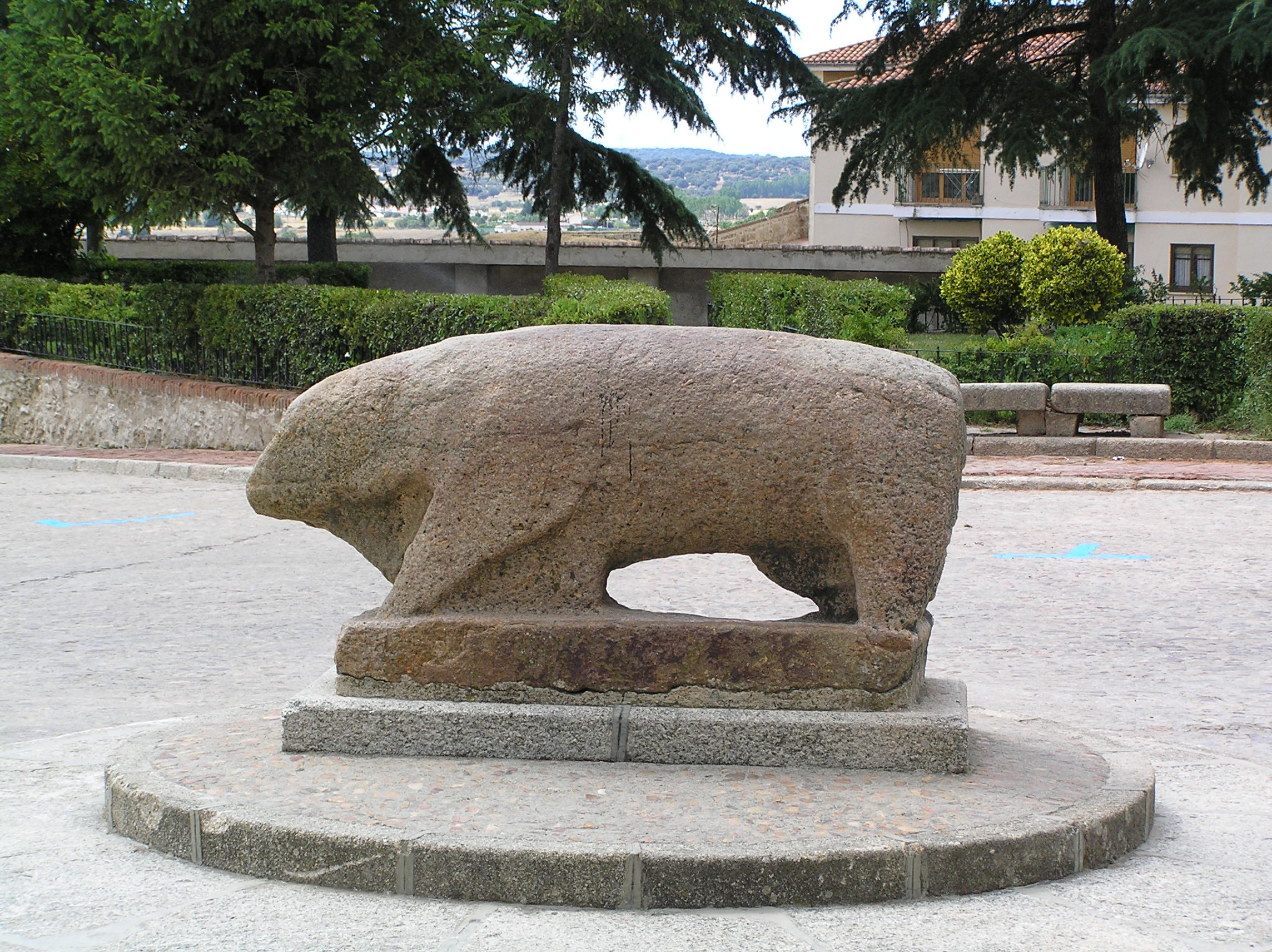
Verraco de Ciudad Rodrigo.

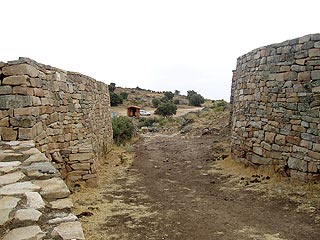
Castro de las Cogotas. Reconstrucción de la puerta principal.

Arqueológicamente, el territorio vetón corresponde al que ocupa la cultura denominada Cogotas II o de los verracos; esta cultura se desarrolla a partir del siglo V a. C. como una evolución de la cultura preexistente, Cogotas I, de finales de la Edad del Bronce, sobre la que influye la progresiva llegada de pobladores indoeuropeos, siendo con probabilidad los vetones uno o el más antiguo de los pueblos indoeuropeos que penetraron en la península ibérica. 
La construcción de murallas de los castros salmantinos y abulenses en la segunda mitad del siglo V a. C. denota un incremento de la riqueza y los recursos de la comunidad, necesarios para hacer frente al coste económico y humano (horas de trabajo invertidas en la construcción en detrimento de tareas productivas primarias) de la edificación de dichas defensas. En este incremento de la riqueza debieron jugar un gran papel los contactos con sociedades más avanzadas del sur de la península ibérica y la influencia de los pueblos colonizadores, con quienes se realizaban intercambios a través de una ruta prehistórica que luego dará origen a la Vía de la Plata. Si bien es también conocido que vetones y lusitanos efectuaban incursiones a las ciudades de la Bética, incluso llegando a cruzar al norte de África en sus incursiones guerreras y de rapiña. 

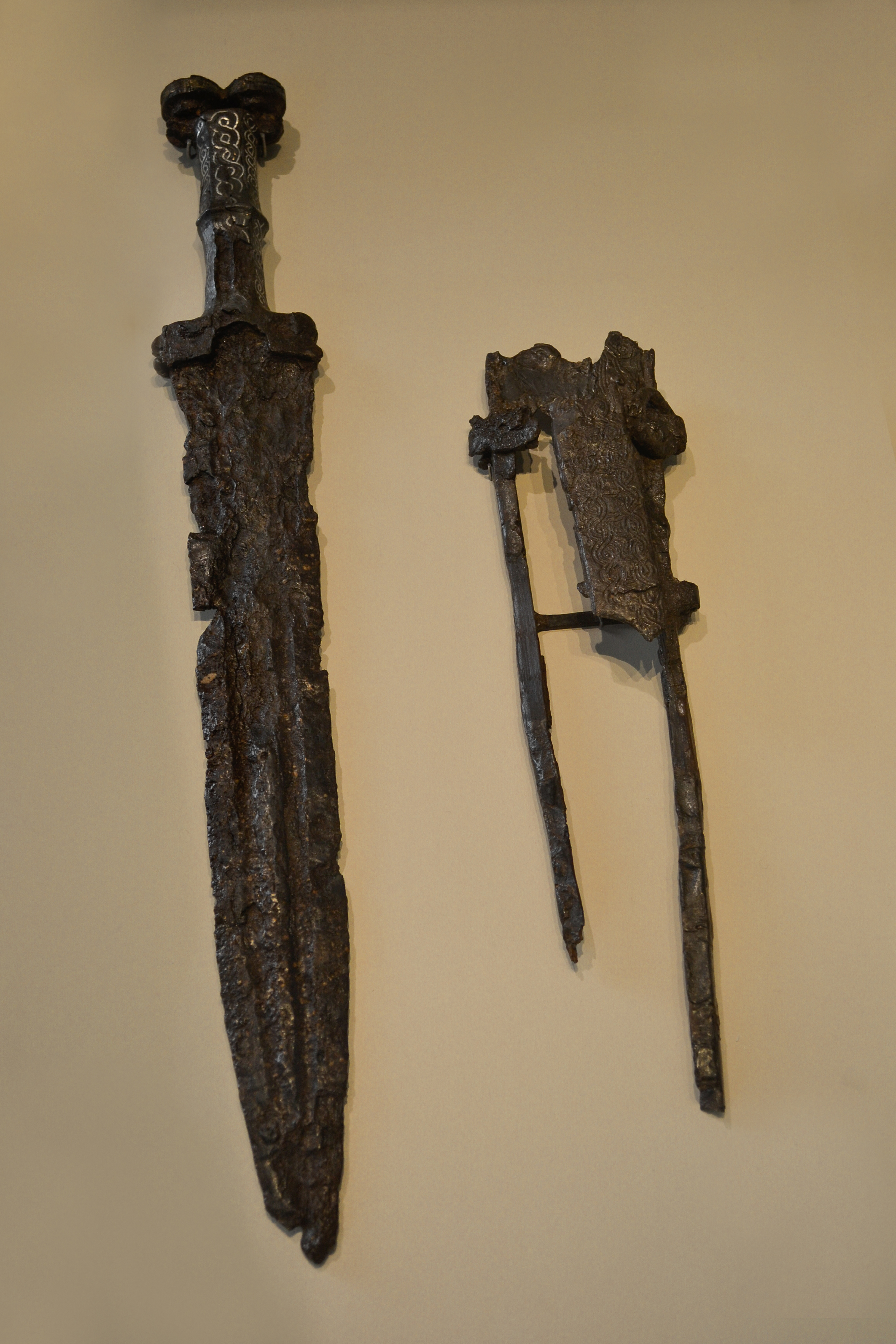
Espada y vaina tipo Alcácer do Sal halladas en la necrópolis de la Osera, Chamartín, siglos - Museo Arqueológico Nacional.

En torno al 500-400 a C. se produjo un cambio profundo en el interior de la península. La puesta en práctica de nuevas tecnologías agrícolas (proceso de deforestación, conversión de zonas de bosque en pastos y campos para el cultivo) provocó que los asentamientos fuesen más grandes y de ocupación más prolongada (sedentarización), además de un crecimiento demográfico y una mayor jerarquización social.
El cambio de las prácticas agrícolas, el aumento de la producción y la acumulación de riqueza repercutió en las redes de intercambio y en los contactos regionales. La aparición de posibles invasores hace que se empiecen a construir murallas, torres, fosos; estos poblados fortificados se denominan genéricamente «castros».

### Oppiday la llegada de Roma
Los vetones, como el resto de las culturas de la península, sufrieron cambios en vísperas o a lo largo de la conquista romana. Estos cambios se observan a principios del siglo II a. C.y se aprecian claramente en la arquitectura y en el trazado de algunos poblados.

#### Nuevas ciudades

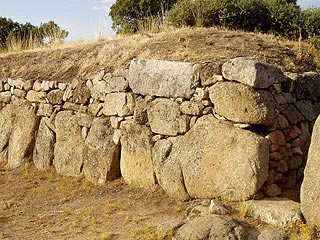
Muralla ciclópea del Castro de la Mesa de Miranda.

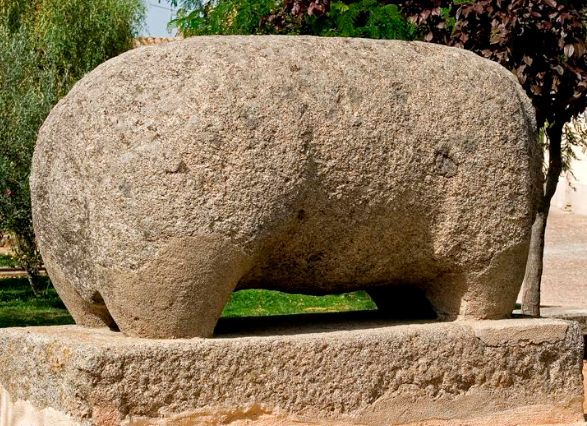
Verraco de Ledesma.

Pueblos prerromanos de la península ibérica.

Las murallas que se van construyendo tienen sillares angulosos y de gran tamaño, de arquitectura ciclópea. Aparecen torres de planta cuadrada, como en La Mesa de Miranda, puertas en embudo y baluartes muy estratégicos, así como diversos recursos defensivos contra la infantería y la caballería, como grandes fosos o las llamadas piedras hincadas (hileras de piedras afiladas dispuestas frente a los muros para entorpecer y dificultar los asaltos a las poblaciones). También aumenta la superficie ocupada de los poblados, como en Las Cogotas o Salamanca, y se fundan otros nuevos, como El Raso. Es ahora cuando se observa que existen jerarquías entre ellos, y los poblados que son más importantes: se organizan en barrios, talleres, zonas de santuario, mercados... Estos poblados fortificados de la Segunda Edad del Hierro reciben el nombre de Oppida, palabra que empezó a usar Julio César para los grandes asentamientos de la Galia.
Estos centros, por su tamaño y por sus defensas, se consideran por algunos los primeros centros urbanos prehistóricos de la Meseta occidental. Por ejemplo, hacia el 300 a C. Salamanca ya tenía una superficie de 20 ha. Es casi seguro que otros poblados alcanzasen en este momento su tamaño actual, como Las Cogotas, sus casi 15 ha, o La Mesa de Miranda sus 19 ha. Por entonces se fundaría El Raso, con la misma superficie que Salamanca. Más tarde, La Mesa de Miranda amplía sus recintos a tres y ocupa 30 ha, llegando a invadir parte de la necrópolis. Esto se ha relacionado con la conquista romana y los periodos de inseguridad asociados, ya fueran las expediciones del pretor Postumio en el 179 a C. o las de Viriato a mediados del siglo II a. C.
Las prospecciones y excavaciones arqueológicas llevadas a cabo han permitido observar que en estos poblados vivió mucha gente en viviendas, talleres y otros posibles edificios públicos repartidos por calles; esto es, algo planificados. También se han hallado zonas no construidas, que pudieron servir como lugares para la estabulación del ganado colectivo. La zonificación en barrios de viviendas ricas, otros más pobres, viviendas extramuros, talleres, basureros... podría incluso significar una diferenciación social, que se refleja asimismo en los cementerios. El caso más claro de jerarquización de poblados podría ser Ulaca, en la provincia de Ávila, considerado un Oppidum, por su santuario rupestre, la sauna —ambos forman un centro sagrado y ceremonial   que debió ser el más importante de la zona incluso un importante centro de peregrinación—. Por la superficie de sus defensas, unas 70 ha, incluso llega a ser uno de los centros urbanos más grandes de la Península durante la Segunda Edad del Hierro.

#### Sociedad urbana

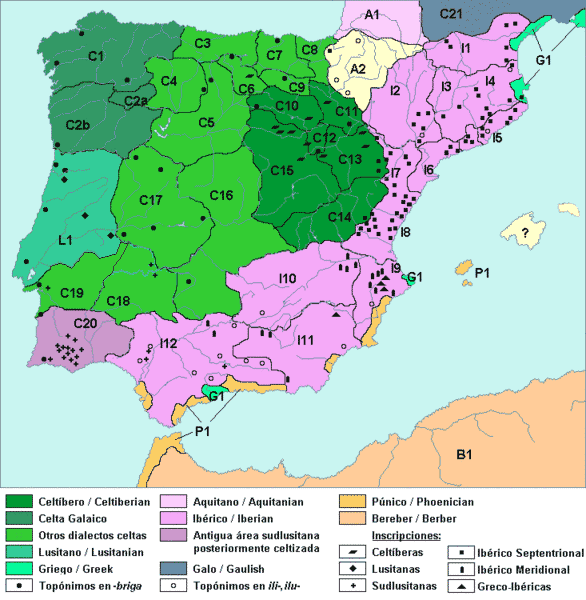
Familias lingüísticas de la península ibérica antes de la romanización
C1: Galaicos / C2b: Brácaros / C3: Cántabros / C4: Astures / C5: Vacceos / C6: Turmogos / C7: Autrigones-Caristios / C8: Várdulos / C9: Berones / C10: Pelendones / C11: Belos / C12: Lusones / C13: Titos / C14: Olcades / C15: Arévacos / C16: Carpetanos / C17: Vetones / C18-C19: Célticos / C20: Conios / L1: Lusitanos / I1: Ceretanos / I2: Ilergetes / I3: Lacetanos / I4: Indigetes / I5: Layetanos / I6: Ilercavones / I7: Sedetanos / I8: Edetanos / I9: Contestanos / I10: Oretanos / I11: Bastetanos / I12: Turdetanos / G21: Galos / G1: Griegos / P1: Fenicios/Cartagineses / B1: Bereberes.

Se podría pensar que gracias a la influencia de Roma la sociedad vetona se fue convirtiendo en una sociedad urbana. Sin embargo, nunca perdieron sus costumbres militares y guerreras, su fama como hábiles jinetes, unida a las tácticas de guerrillas, provocaron grandes estragos en los ejércitos de Roma, tomando buena nota de estos el propio Julio César,  quien, tras la conquista, decidió crear unidades de caballería auxiliares compuestas por jinetes y guerreros vetones muy afamados, llegando a ser una de las unidades más importantes en la guerra de Britania, y pasando muchos de sus miembros a ser recompensados con triunfos, la ciudadanía Romana, incluidos en la orden ecuestre por sus capacidades militares, como lo prueban diversos testimonios documentales. Algunos textos dan testimonio histórico de que la primera toma de contacto entre los vetones y los romanos fue en el año 193 a C., en la campaña del pretor Marco Fulvio Nobilior, que vence y hace huir en el oppidum de Toletum a un ejército formado por carpetanos, vaceos y celtíberos, acudiendo la caballería vetona en su auxilio.
En esos años, llegan objetos romanos, como vajillas para el consumo del vino, aceite y telas, y es posible que los materiales romanos de los yacimientos como Salamanca, Toro, Coca, Las Cogotas, La Mesa de Miranda o El Raso de Candeleda sean de esta época. Su llegada seguramente supuso un gran impacto de tipo económico, lo cual podría hacer pensar que el desarrollo de los Oppida fue impulsado por esta necesidad de relación y defensa con Roma. No se debe pensar que fue Roma la impulsora de este fenómeno, ya que desde el siglo VI a. C. hay pruebas del proceso que desembocará en los centros urbanos. Quizás las influencias que recibieran a través de la Vía de la Plata y oír o llegar a conocer formas de vida urbana al final de ella misma, en los asentamientos púnicos y griegos a ambos lados del estrecho, ya les habrían indicado o marcado la dirección a seguir.  Es en tiempos púnicos cuando Aníbal recorre la meseta en busca de pactos y hombres mercenarios  con los que iniciar la campaña contra Roma, nutriéndose de la caballería vetona entre las  huestes que asediaron Roma. Es notable ver el paralelo con la Galia Céltica, que acusaría influencias griegas, y no solo en cerámicas y otros objetos de consumo, sino en métodos de construcción más allá del límite de contacto directo con sus colonias, y que se dejaría notar incluso antes del asentamiento estable de Marsella hasta en Suabia y el bajo Marne.

#### Artesanía y metalurgia

Idiomas en la península ibérica en el

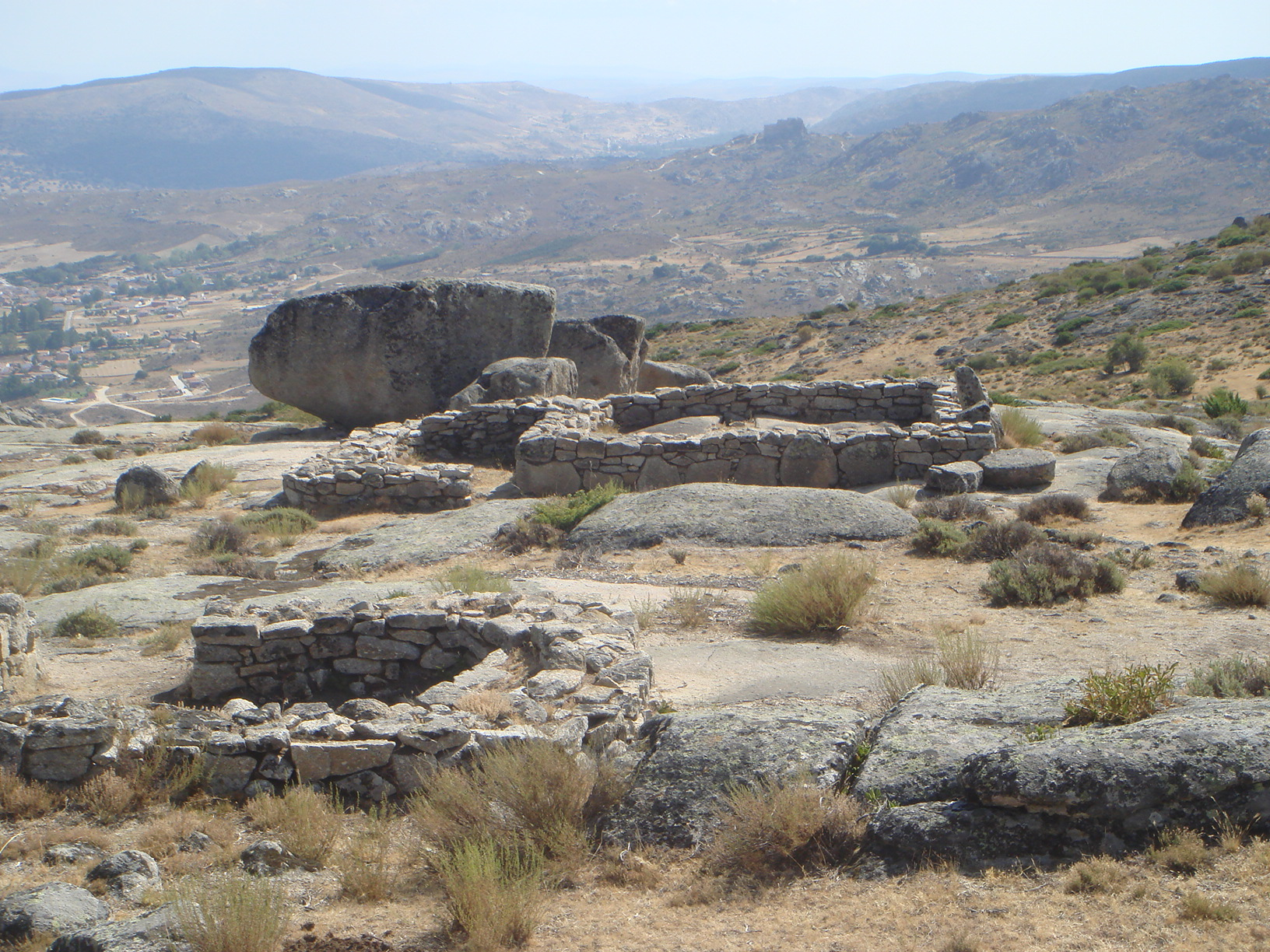
Casas excavadas en el castro de Ulaca.

La producción de hierro, fundición del bronce, fabricación de cerámica, tejidos, talla en piedra, la producción agrícola y ganadera, más el almacenamiento de alimentos a gran escala, además de los ajuares de las necrópolis y de las relaciones comerciales e intercambio de productos a larga distancia —que se han podido comprobar en poblados y necrópolis— permiten hablar de una creciente industrialización de los poblados vetones, generaciones antes de la llegada de Roma.
No se puede negar que la demanda del mundo romano en la península ibérica aceleró el proceso. Es ahora cuando se generaliza el uso de la cerámica a torno y su producción a gran escala, lo que debía exigir la dedicación de artesanos a tiempo completo sin dedicarse a tareas de subsistencia, como la agricultura o la ganadería. En este momento se observa la paulatina desaparición de la cerámica a mano peinada y la aparición de talleres alfareros en los castros, como el taller de Las Cogotas.
A lo largo de los siglos II y I a. C. se van homogeneizando las producciones en todo el territorio vetón. La cerámica recuperada allí estaba hecha a torno, siendo muchos de ellos vasos de borde vuelto en forma de «palo de golf», en «cabeza de pato», copas, cuencos, botellas, recipientes globulares, embudos. Si los motivos están pintados, es en forma de bandas, líneas onduladas, meandros, motivos de cestería y los característicos círculos y semicírculos concéntricos. Parece que el material fue homogeneizándose en todo el territorio en el transcurso de estos siglos. Respecto a la metalurgia se denotan una gran destreza en la forja de espadas de doble filo, en una época en la que la mayoría de ejércitos de la época utilizaban armas de un solo filo, siendo una gran innovación en las técnicas de forja, y un terrible arma tanto táctica como psicológicamente para los Romanos que  adoptaron la espada celtíbera creando el  famoso y temido gladius hispalensis, siendo junto a la falcata ibera las dos armas más revolucionarias de la época .
Es de mencionar también la orfebrería vetona creando magníficas piezas de joyería como fíbulas de simbología ecuestre como torques, virias, brazaletes y un largo etc.

#### Bajo administración romana
En el año 61 a C., Julio César fue nombrado gobernador de la Hispania Ulterior y, con el pretexto de erradicar las rapiñas Y las incursiones de vetones y lusitanos que traían  inseguridad y inestabilidad constante a las poblaciones de la vetica, tras la muerte de Viriato y las largas guerras celtiberas y lusitanas, así como los pactos posteriores  de no agresión con Roma hizo que la población abandonase los poblados fortificados y bajase al llano, mediante actuaciones militares entre el Duero y el Tajo. Además prohibió la construcción de fortalezas. 
Así mismo Julio César vio la efectividad y versatilidad de los jinetes vetones llegando a crear unidades de caballería vetonas muy afamadas y reconocidas siendo estos asimilados e incluidos en el ejército de Roma.
Este hecho modificó notablemente la organización del territorio. Los habitantes de los castros optaron por diferentes soluciones; unos siguieron funcionando como pequeños núcleos, llegando incluso a adquirir estatutos municipales con el tiempo. Arqueológicamente, se observa que el abandono de los poblados se debió más bien a la propia iniciativa indígena, pues no se han hallado procesos belicosos, como quema de poblados, sino abandonos pacíficos, probablemente llevado a cabo por pactos políticos con Roma tras las guerras celtíberas puesto que Roma vería como muy beneficioso incluir a los vetones en sus unidades de caballería en vez de la sumisión violenta y la esclavitud, no sin antes librar una larga y costosa guerra con los celtiberos de la meseta superior, conocidas como guerras de la celtiberia, lusitanas, o sertorianas. Según la época, guerras que duraron más de 200 años.  
Parece que esta etnia fuera de las más belicosas y contrarias a Roma, en un principio y tras el asesinato de Viriato el silencio de las fuentes parece corroborarlo. Quizá buscasen mejores lugares de asentamiento de acuerdo con los intereses romanos, valorando los recursos agrícolas, mineros, ganaderos, estratégicos (vías de comunicación y ciudades), todo ello controlado por el ejército, que prefiguraría la situación altoimperial.
La estrategia ya empezó en el siglo II a. C. Debió tener mucho más éxito tras las guerras sertorianas (82-72 a C.) Por entonces los núcleos de población, como Las Cogotas, La Mesa de Miranda o Ulaca, comenzaron a despoblarse, como lo demuestra el que apenas se hayan encontrado materiales romanos en su interior. La población debió trasladarse a la vega, probablemente al lugar que hoy ocupa Ávila, que tiene una aparente semejanza con la ciudad vetona de Óbila invicta de Ptolomeo, pero no existen pruebas concluyentes al respecto. No hay pruebas que certifiquen que en Ávila existiese un castro de la Segunda Edad del Hierro, pero sí se han hallado cerámicas en un solar que podrían atestiguar una población sobre el siglo I a. C. que coincide con la escasez de restos en los Oppida del valle.
Sin embargo, en Ciudad Rodrigo y Salamanca se ha podido constatar la relación entre el mundo indígena y el altoimperial romano. Otros castros sobresalen durante el Bajo Imperio, como son Las Merchanas o Yecla la Vieja, que se relacionan con la explotación minera del territorio. Al sur de Gredos, en El Raso de la Candeleda, se han obtenido denarios y ases republicanos, y se observa abandono hacia la época de César; por su importancia, debió trasladarse su población a Talavera la Vieja (Augustóbriga) o a Talavera de la Reina (Caesarobriga).
En el siglo a. C. la presencia romana al sur del Tajo no debía estar muy consolidada, pero a partir de entonces los poblados del llano empiezan a presentar los mismos materiales que los castros fortificados, cuyos habitantes poco a poco ocuparán tierras agrícolas más productivas. La fundación en el año 34 a C. de Norba Caesarina, actual Cáceres, se relaciona con el abandono del castro de Villasviejas y los núcleos cercanos, por estar lejos de las vías de comunicación; Norba tiene una buena posición geográfica con respecto a la Vía de la Plata.
Tras las guerras celtiberas, una vez pacificados los vetones formaron parte muy activa del ejército romano en la conquista de Britannia, a través del Ala Hispanorum Vettonum, quedando atestiguado por diversas fuentes y documentos la valía de estas unidades de caballería, siendo muchos de ellos recompensados no solo con la ciudadanía Romana, sino incluso siendo incorporados a la orden ecuestre la segunda en importancia en la elite social Romana de provincias. 
Tras la conquista y pacificación de la meseta los vetones fueron asimilando las costumbres Romanas hasta completarse la romanización de hispánia, los vetones adoptaron las costumbres y creencias Romanas si bien siguieron adorando a sus antiguas deidades como Endovelico y otras deidades y continuaron utilizando los verracos y toros de piedra en sus sepulturas hasta la introducción del cristianismo, es en este proceso cuando la cultura vetónica se diluye en el tiempo, el territorio de los vetones se convierte en región administrativa propia bajo el alto imperio y pasa a denominarse vetonia, con entidad histórica y cultural por sí misma.

## Cultura

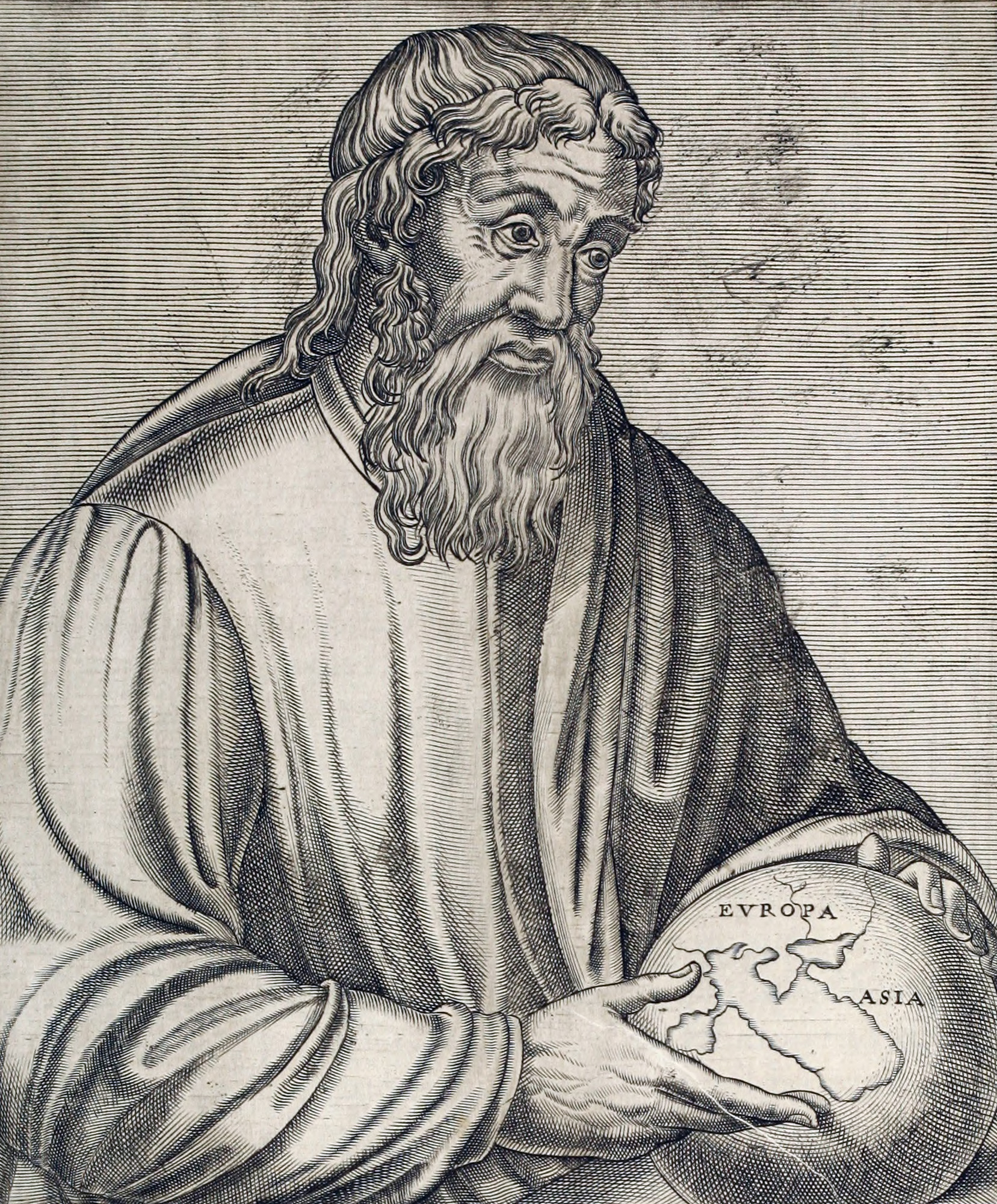
La Geografía de Estrabón es una de las fuentes principales de conocimiento de las costumbres de los pueblos prerromanos en la península ibérica.

El historiador griego Estrabón los estereotipó negativamente —influido sin duda por el punto de vista de los conquistadores— como bárbaros:

Y que los vetones, cuando entraron por vez primera en un campamento romano, al ver a algunos de los oficiales yendo y viniendo por las calles paseándose, creyeron que era locura y los condujeron a las tiendas como si tuvieran que o permanecer tranquilamente sentados o combatir.
Estrabón. Geografía de Estrabón (III, 14, 16)

Los cambios en las prácticas agrícolas en torno a 500-400 a. C. hicieron cambiar la actitud hacia los muertos —se incineran y guardan en urnas— que depositan en cementerios diferenciados. Gracias al estudio de los objetos de hierro que aparecen en las tumbas, como fíbulas y armas, se sabe que algunas se usaron durante generaciones hasta los 200-300 años.
Anteriormente, a los muertos se les inhumaba, es decir, se les enterraba sin incinerar. También se dan cambios relacionados con los lugares de vivienda, los poblados, se da el desarrollo generalizado de la metalurgia del hierro y la adopción del torno industrial de alfarero, para producir la cerámica anaranjada y pintada tan característica.

### Elementos identitarios comunes
Se han determinado entre los elementos y características comunes de estos pueblos los elementos cerámicos con motivos a «peine», la creación de recipientes de bronce mediante técnicas específicas, y la erección de verracos, esculturas zoomorfas de piedra que representan principalmente toros o cerdos; en la actualidad no se ha discernido claramente cuál era su función o simbolismo de estos últimos para los vetones. Se ha conjeturado la posibilidad de que se les otorgara un papel mágico de protectores del ganado.

#### Verracos
Una de las manifestaciones artísticas de los vetones son los verracos, esculturas de toros y cerdos, e incluso en algunas ocasiones, jabalíes, que se hallan esparcidas por todo el territorio que se supone la Vetonia. La función de estas esculturas ha sido muy debatida, y puede tratarse tanto de monumentos conmemorativos de victorias, como tener significados mágico-religiosos de protección y reproducción del ganado.

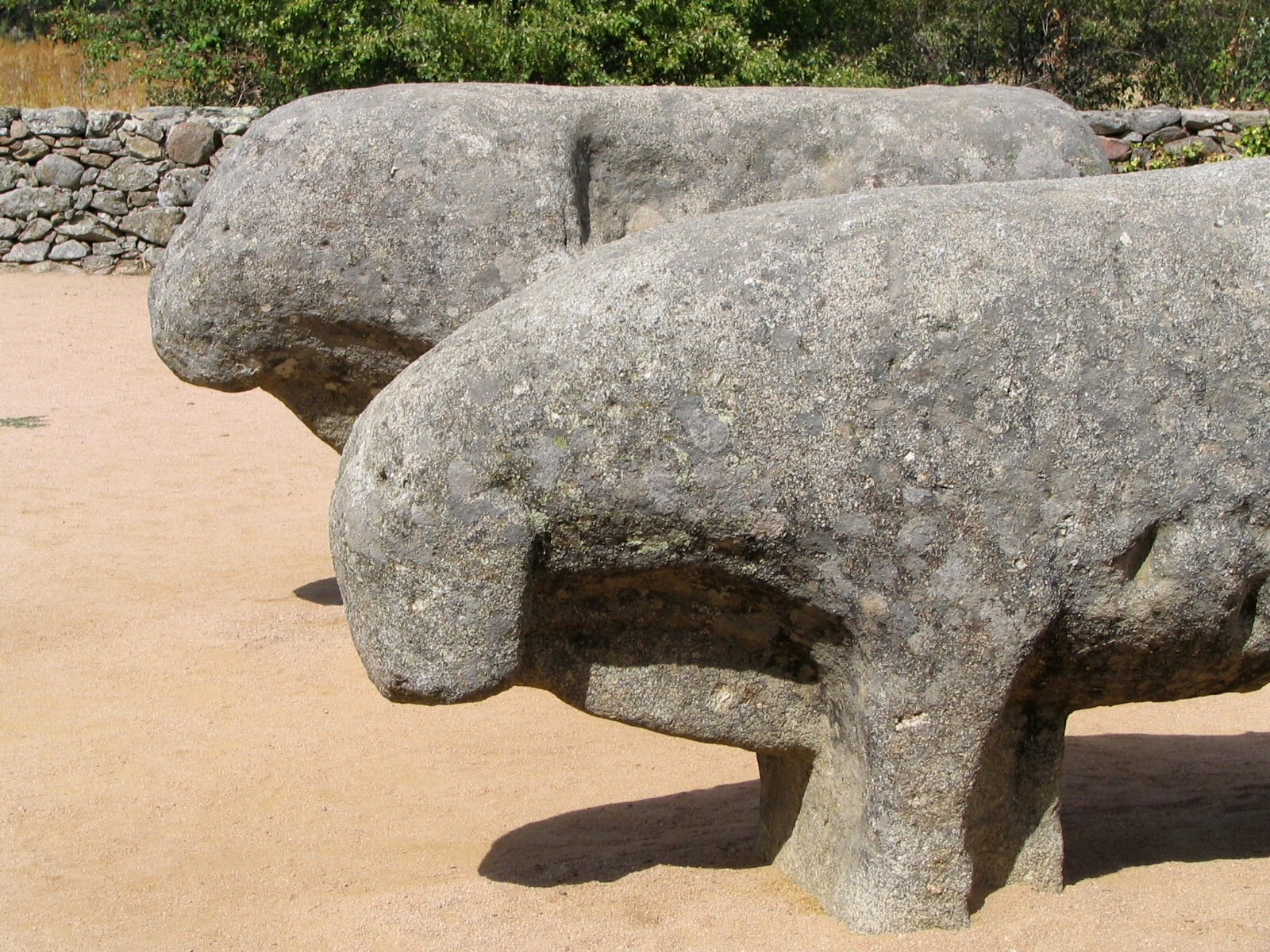
Toros de Guisando en El Tiemblo.

Otras pudieron tener sentido funerario, como parecen demostrar las esculturas que aparecen asociadas a piedras con cavidades, a modo de tapas de las tumbas, tal y como le ocurre a alguno aparecido en Martiherrero, pero se ha señalado que estas esculturas pertenecieran a las élites vetonas romanizadas, y otros con inscripciones funerarias.
Las últimas investigaciones indican que, sin excluir las anteriores investigaciones, estas esculturas pudieron tener además un valor económico, ya que la mayoría de las que se conservan in situ, excepto las que están en poblados, se localizan cerca de buenos prados, pastizales, puntos de agua, además de estar ubicadas en lugares con muy buena visibilidad. Quizá pudieron funcionar como señalización de buenos pastos, recursos como agua. Para entender mejor esta explicación se debe tener en cuenta el gran coste que supondría para estas sociedades la realización de las esculturas, tanto el esculpirlas como el colocarlas, por ejemplo, una de ellas, la de Villanueva del Campillo, es de unas dimensiones excepcionales, unos 2,50 m de largo por 2,43 m de alto.
Hay que destacar el papel preponderante que jugaron los caballos dentro de la sociedad vetona: como un elemento de ayuda en el pastoreo de ganado. Ya desde antiguo los caballos fueron el mejor aliado del hombre para poder vivir en estas tierras agrestes, y como arma de preponderancia militar —tal como sugiere Apiano (Sobre Iberia, 62 y 67) en las Guerras Lusitanas contra Roma o con la famosa ala de caballería vetona el Ala Hispanorum Vettonum,, esta vez con los romanos, en la conquista de Britania.
El escritor romano Plinio el Viejo, da noticias de que entre los lusitanos se criaba una raza de caballos tan veloces que se originó la leyenda de que a las yeguas las fecundaba el viento Céfiro. Se puede suponer que los caballos vetones competirían con los lusitanos en rapidez y operatividad, estos últimos bien conocidos y apreciados en la actualidad.

## Territorio

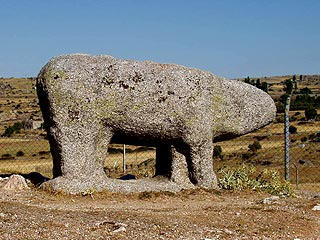
Verraco vetón en Mingorría.

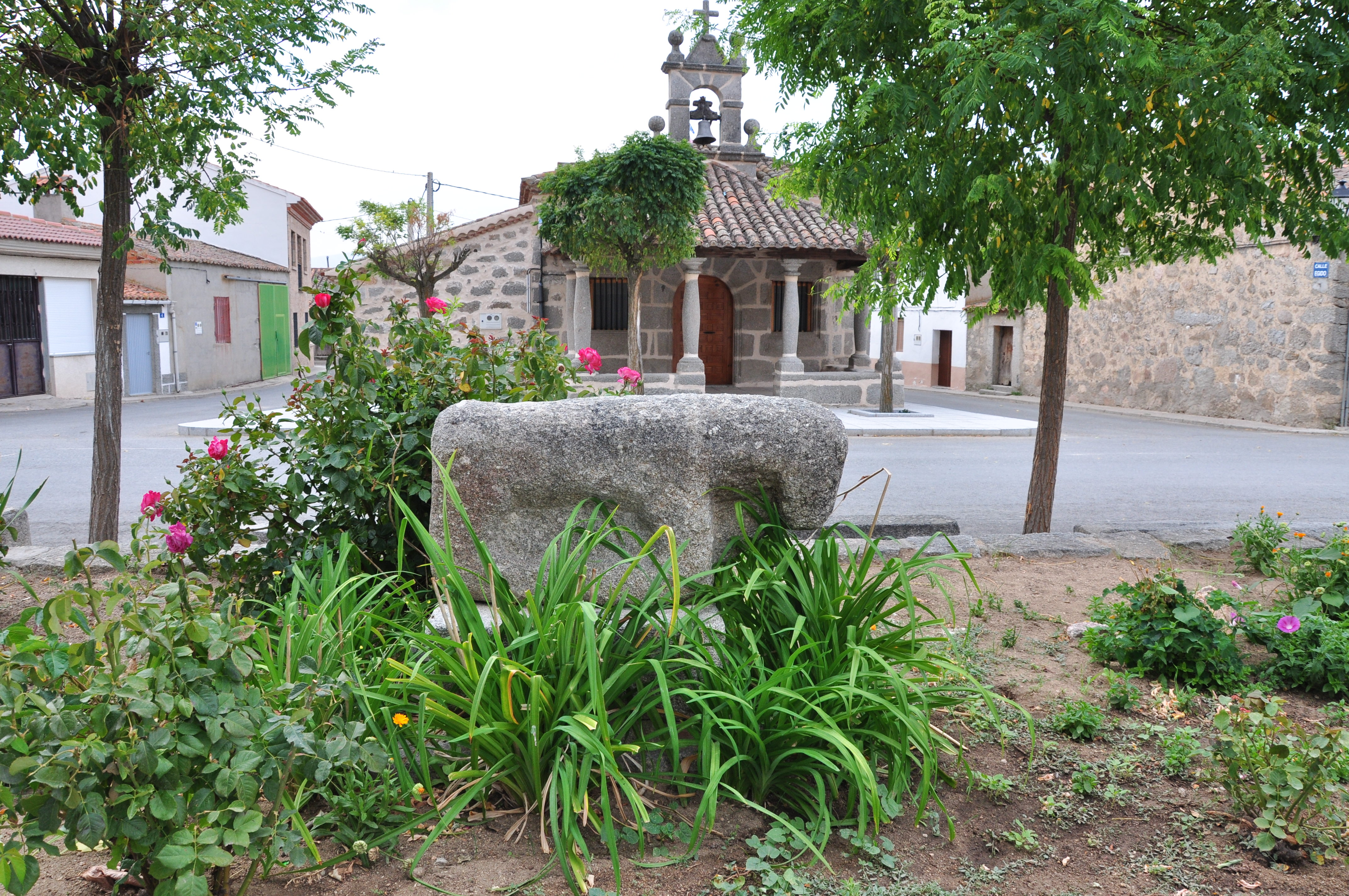
Verraco de Santa María del Arroyo.

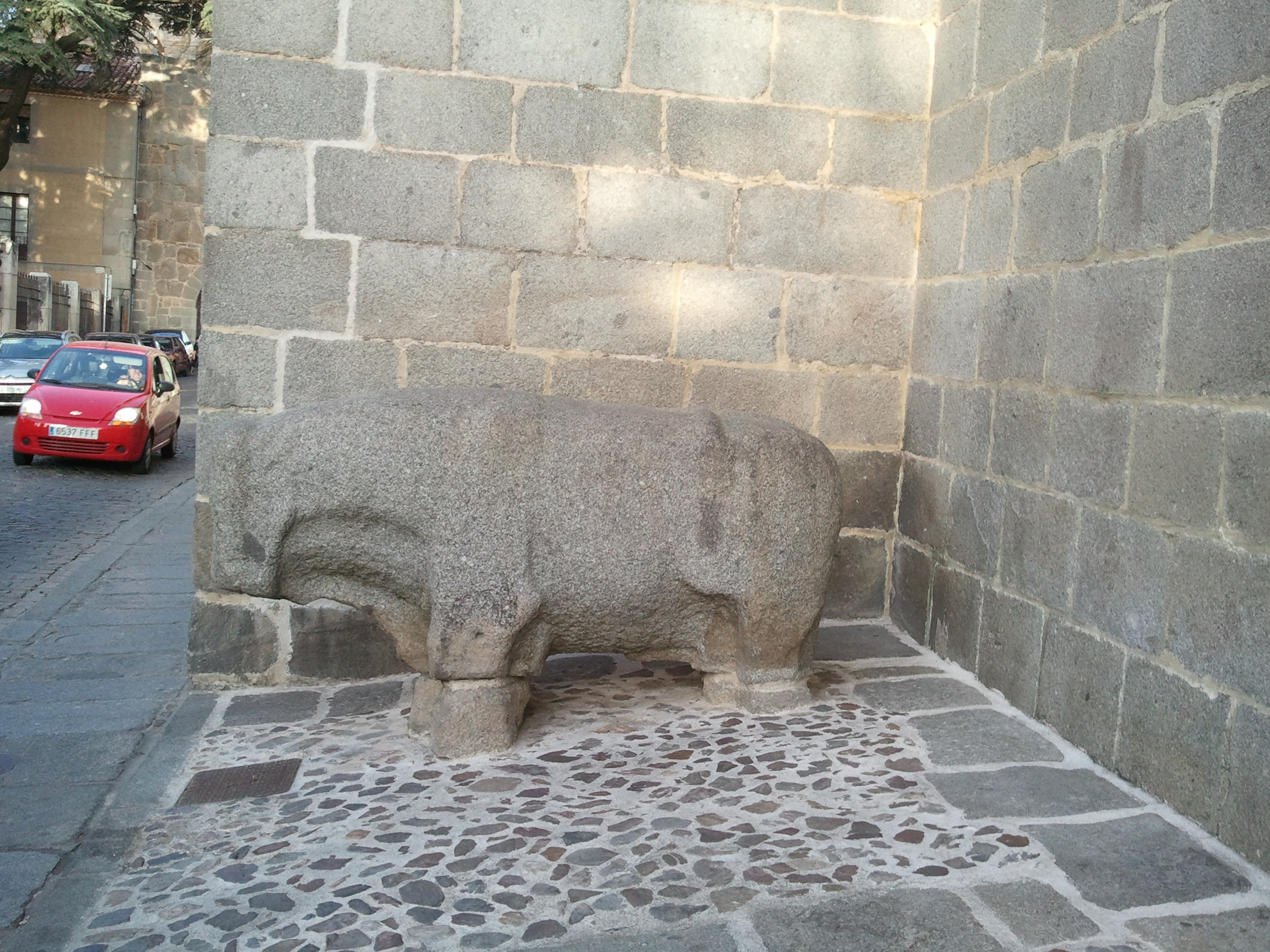
Verraco de Muñogalindo, hoy en día emplazado en la ciudad de Ávila.

Los últimos estudios sobre los vetones coinciden en situar la frontera occidental de este pueblo en el río Coa, afluente del Duero por su margen izquierda, que transcurre paralelo al río Águeda y por la actual frontera con Portugal (en su afluente Ribeira de Toures). Por otra parte, la frontera oriental debió ser la que hoy en día forma la línea que comenzando en Talavera de la Reina pasa por El Casar de Escalona, Maqueda y sigue hasta Ávila (en todos los casos anteriores en el margen izquierdo). No es casual que dentro de este ámbito geográfico haya tenido lugar el reciente descubrimiento del imponente asentamiento de Canto-Los Hierros eco, en gran medida, del control sobre la estratégica travesía homónima que conectaba las mesetas entre los principales vados de los ríos Tajo y Duero.
Al revés de lo que ocurría con las fronteras geopolíticas y de influencia de las tribus prerromanas, muy cambiantes en la antigüedad, aquí están perfectamente delimitadas por los cañones y gargantas denominadas arribes en el oeste de las actuales provincias de Salamanca y Zamora. La cita de Lancienses Transcudani en el puente de Alcántara, que los diferenciaba de los vetones de Lancia Oppidana, reafirma el carácter separador del Cuda, nombre romano del río Coa.
La frontera quedaba así delimitada con astures al otro lado del Duero y desde la desembocadura del Tormes más allá de Salamanca, y con los lusitanos al oeste, al otro lado del río Coa, remontando este hasta el sur para describir una línea al sur de Ciudad Rodrigo hasta la sierra de Gata. Continúa hacia el suroeste por el valle del Eljas hasta su desembocadura en el Tajo, más o menos siguiendo la actual línea fronteriza entre la provincia de Cáceres y Portugal.
Los límites meridionales de Vetonia son más complejos, pudiendo llegar hasta el Guadiana, pues cerca de este río se han descubierto también verracos. Todos los castros vetones situados al norte del Guadiana tienen la misma estructura defensiva y los materiales de sus necrópolis son idénticos a los encontrados en los castros de la provincia de Ávila.

### Ciudades vetonas
Ptolomeo ofrece a mediados del siglo II los nombres de 11 ciudades de adscripción vetona: Lancia Oppidana, Cottaeobriga, Salmantica, Augustobriga, Ocelum, Capara, Manliana, Laconimurga, Deobriga, Obila y Lama. La presentación de las ciudades registradas en la geografía ptolemaica, centros de población que por su toponimia se reconoce en general con hábitats prerromanos, permite introducir finalmente los nombres de los enclaves vetones conocidos por los textos e itinerarios latinos y las propuestas en torno a su localización.
- Caelionico

Pequeña estación viaria en el Iter ab Emerita Asturicam. Durante mucho tiempo se quiso localizar en Baños de Montemayor (Cáceres). Roldán la emplaza 22 millas al norte de Capara en la finca de La Verga, entre los términos municipales de Puerto de Béjar y Peñacaballera (Salamanca).
- Caesarobriga

Se identifica con la actual Talavera de la Reina (Toledo). Este importante enclave romano se sitúa en un punto casi fronterizo a vetones y carpetanos. El límite con la Carpetania estaría más al este de Caesarobriga. La distribución de los verracos toledanos y la continuidad física y cultural que existe entre las comarcas del Campo Arañuelo cacereño y La Jara toledana, son razones para pensar así[cita requerida].
- Capara

Mansio de la vía de la Plata, perfectamente ubicada en la antigua Ventas de Cáparra, en el límite de los términos municipales de Guijo de Granadilla, Villar de Plasencia y Oliva de Plasencia (Cáceres).
- Cottaeobriga

No ha sido localizada, desestimándose sus propuestas de identificación con Ciudad Rodrigo y Almeida (Portugal), sin argumentos de peso. Mª. L. Albertos la sitúa hipotéticamente en la Beira Baja cerca de la frontera hispano-portuguesa.
- Deobriga

Otro de los núcleos vetones peor reconocidos espacialmente. Se conjetura con el entorno de la Raya de Portugal, en la zona de Alcántara.
- Lacimurga/Lacinimurga

Durante un tiempo se pensó que se trataría de un único centro, pero hace años que se prefiere hablar de dos diferentes: uno vetón y septentrional, que por el hallazgo de varias inscripciones acreditativas (la más conocida, CIL II 5550) se ubica en el Cerro de Cogolludo, al norte del Guadiana, en el área de Orellana la Vieja y Navalvillar de Pela (Badajoz), y otra al sur, la Lacimurga, bética, con cognomen Constantia Iulia, bien en Constantina (Sevilla) para Roldán, bien en Encinasola (Huelva) para A. Canto, según argumentos lingüístico-epigráficos y geográficos. No obstante, esta tesis de la duplicidad de Lacimurga con la que nosotros estamos más de acuerdo, ha vuelto a ser rechazada en los últimos años por varios autores que siguen defendiendo la existencia de una única Lacimurga, la Constantia Iulia que individualiza Plinio el Viejo, eso sí en el Cerro de Cogolludo (Navalvillar de Pela) que está siendo excavado desde 1992 (Vaquerizo 1986, Aguilar et alii, 1992-93; Aguilar/Guichard, 1993, 1995; Sáez Fernández, 1992-93). A pesar de ello, los dos textos de Plinio el Viejo en los que se apoya A.M. Canto resultan bastante concluyentes para aceptar que hubo dos Lacimurga: una vetona, lusitana y sin epítetos al N. del Guadiana, y otra betúrica, bética y con cognomina romanos en la Beturia Céltica, al sur del mismo río.
- Lacipea/Lacipaea'

Mansio del Alio Itinere ab Emerita Caesaraugustam comprendida en el tramo entre Augusta Emerita y Complutum. Situada tras los núcleos viarios de Turcalion (Trujillo) y Rodacis, su ubicación es muy discutida pero parece ajustarse al límite norte de la provincia de Badajoz, por tanto en territorio más probablemente betúrico. Entre otras opciones se ha propuesto Puebla de Alcocer, Navalvillar de Pela, Venta de la Guía de Santa Ana, Valdefuentes, Salvatierra o Montánchez, llevándose por el norte hasta Bazagona en el entorno de Plasencia.
- Lancia Oppidana

Además de en Claudio Ptolomeo y Plinio el Viejo, aparece una inscripción del puente de Alcántara (CIL II 760) como uno de los municipios que ayudaron a sufragar su construcción. Parece constituir un punto limítrofe al oeste entre lusitanos y vetones. Roldán y García Iglesias, atendiendo al término augustal (CIL II 460) que marca los límites entre los Lancienses Oppidani y los Igaeditani (otro municipio atestiguado en la misma inscripción, en Idanha a Velha), sitúan Lancia Oppidana en las cercanías de la Sierra de la Estrella, al norte de Idanha, donde la emplazan sin precisión al noroeste de la actual provincia cacereña cerca de la frontera portuguesa.
- Lama

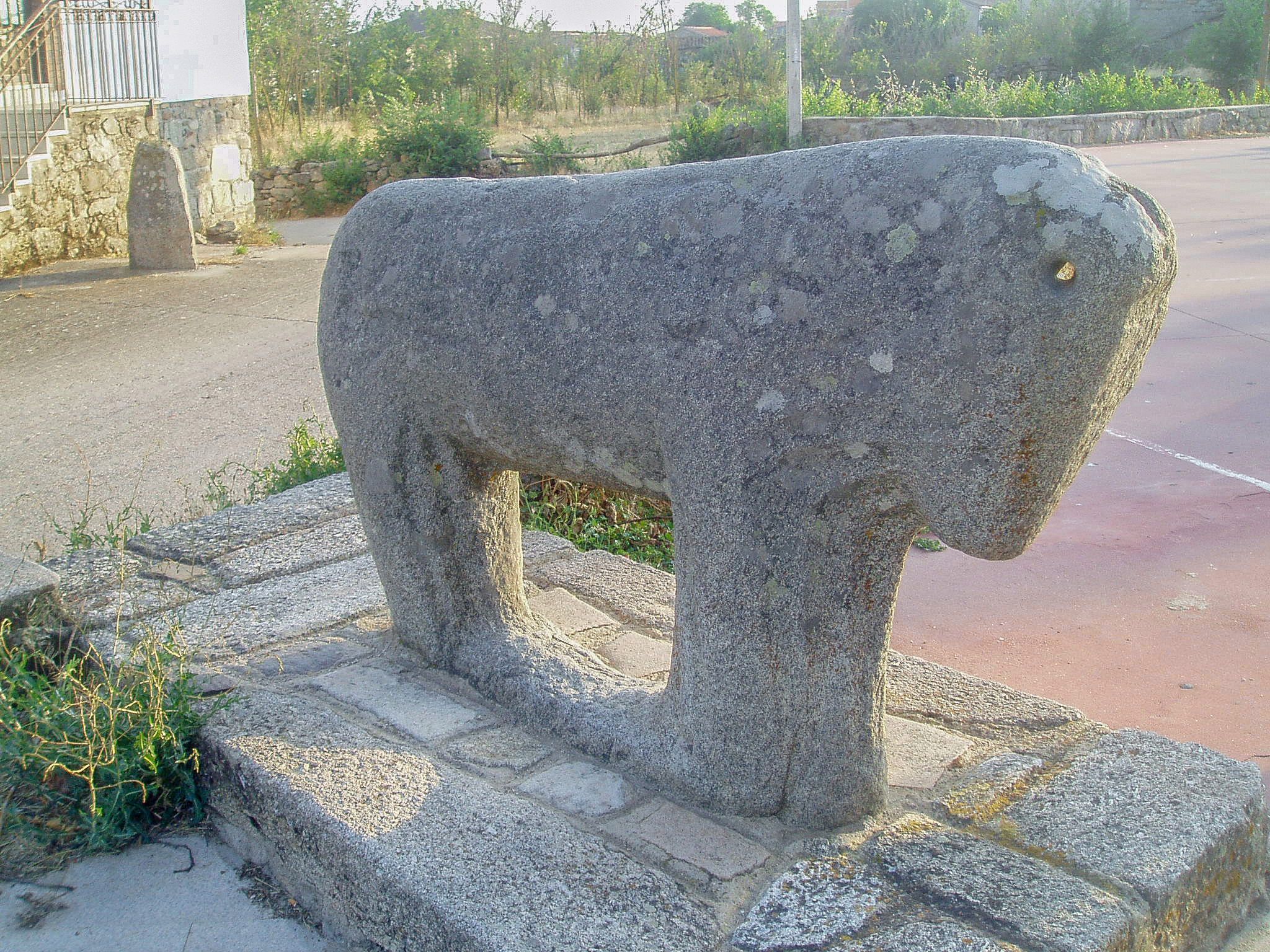
Mula vetona de Villardiegua, Zamora.

Fue situada con poca seguridad en Plasencia por unos y en Baños de Montemayor según otros. Roldán la fija en un punto del territorio vetón próximo a Capara.
- Ad Lippos

Estación del camino de la Plata, 34 millas al norte de Capara y 39 al sur de Salmantica, en concreto es intermedia a las mansiones de Sentica y Caecilius Vicus. Desde hace tiempo se emplaza en los alrededores de Valverde de Valdelacasa, al sur de la provincia de Salamanca.
- Leuciana

Mansio entre Lacipea y Augustobriga en el trayecto que desde Emerita llega hasta Toletum. Se han propuesto muy diferentes emplazamientos para su reducción, generalmente en el sureste cacereño: Puerto de Santa Cruz, Madroñera, en las proximidades de Navalmoral, e incluso en Herrera del Duque o Valdecaballeros.
- Manliana

Son escasos y muy inseguros los estacionamientos formulados. El desconocimiento del lugar es total.
- Obila

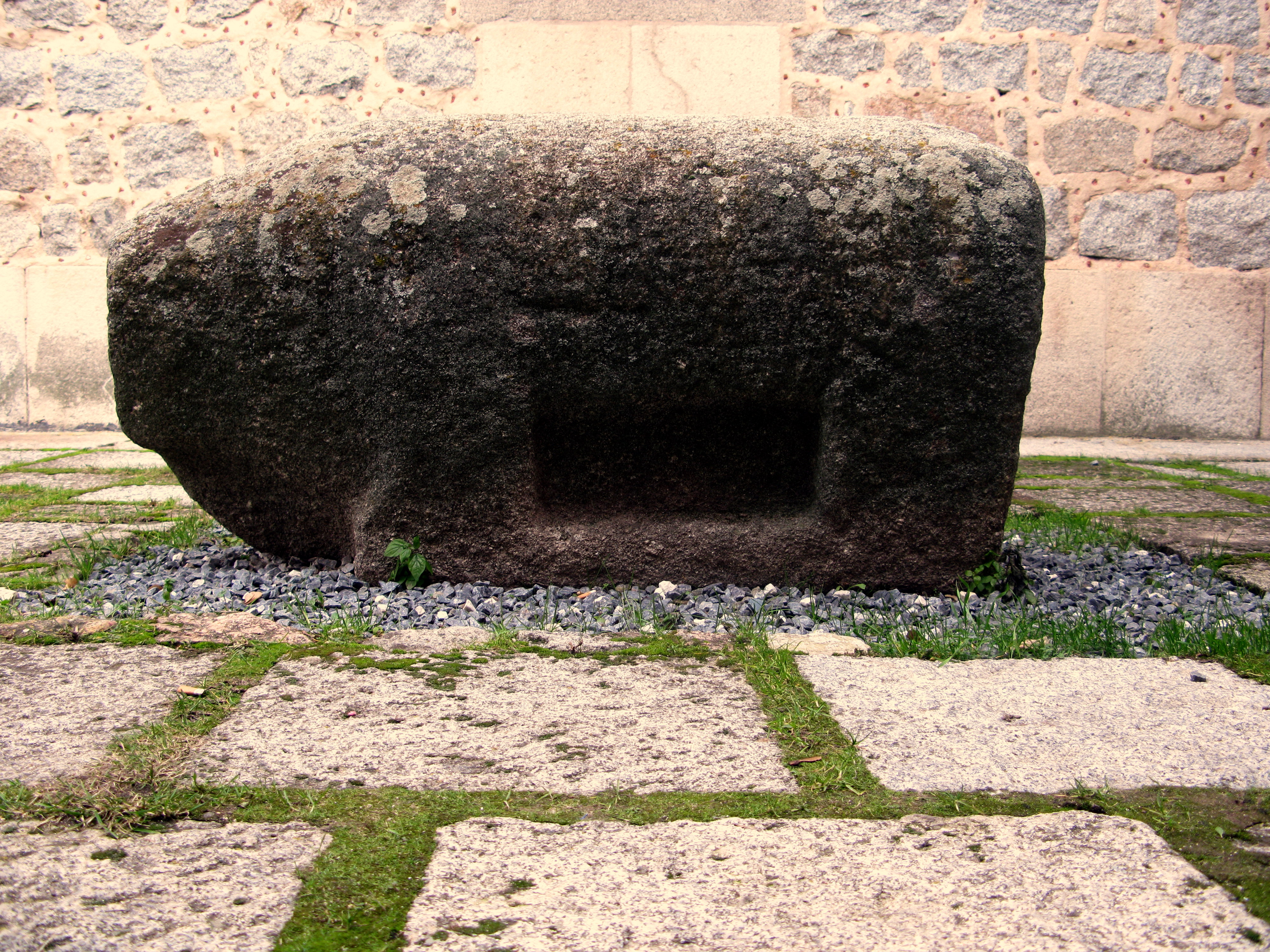
Verraco localizado en Ávila en la actualidad.

Su correspondencia con la actual Ávila es tan tradicional como debatida. En última instancia Hernando vuelve sobre el tema y plantea serias dudas para tal identificación. Al margen de esta discusión, no hay problema para admitir que el territorio en torno a la capital abulense formó parte nuclear del ámbito vetón por la evidencia de sus oppida y verracos y por la caracterización de su onomástica latina de tradición indígena.
- Ocelon

Poco se sabe sobre la localización de Ocelon, pero queda claro que nada tiene que ver, en contra de lo que durante mucho tiempo se mantuvo, con el Octoduron  (Ocelum Duri) vacceo, en la actual Zamora o en Almaraz de Duero. Roldán sitúa orientativamente el Ocelon vetón en el entorno de la región de Béjar. Más recientemente, J. F. Fabián (1986) sugiere la posibilidad de identificarlo con uno de los poblados del yacimiento del Cerro del Berrueco (Salamanca-Ávila), bien el Castro de Las Paredejas o Los Tejares.
- Rodacis

Rodacis es citado únicamente en el Ravenate. Unía las también mansiones de Turcalion/Turgalium y  Lacipea en el recorrido de la vía que iba de Mérida a Complutum. De muy imprecisa ubicación, se ha conectado etimológicamente con el río Ruecas y se ha relacionado con Madrigalejo y la Dehesa de Roa en el término cacereño de La Cumbre, entre otros lugares.
- Rusticiana

Rusticiana se trata de la mansio más cercana a Cáparra por el sur, reducida por Roldán a la finca de Larios (Las Brujas), entre Fuente del Sapo y Galisteo, provincia de Cáceres.
- Salmantica

Salmantica es sin duda la actual Salamanca. Cabe subrayar su condición de centro vetón más septentrional en frontera con los vacceos, no en vano al ser atacada por Aníbal en el 220 a C. aparece identificada como ciudad vaccea (Helmantica).
- Sentice/Sentica

Sentice es una mansio del Camino de la Plata —24 millas al sur de Salamanca según los Itinerarios, por tanto en Vetonia— que Roldán no identifica con la Sentice adscrita por Ptolomeo a los vacceos, en contra de la opinión tradicional que ha servido de evidencia para la supuesta expansión de los vacceos sobre el territorio norte de los vetones, defendido por la historiografía hasta hace bien poco. Roldán sitúa Sentice en la finca de la Dueña Chica, Pedrosillo de los Aires (Salamanca).
- Turmulos/Turmogon

Turmulos es una mansio de la Vía de la Plata que se sitúa en un área intermedia a los territorios lusitano y vetón entre Castra Cecilia y Rusticiana sobre un punto poco determinado en la franja centro meridional de la provincia cacereña. Según Roldán en los alrededores del Cerro Garrote, al norte del Tajo. También se ha pensado en Alconétar.

## Construcciones

### Los castros
De los vetones quedan una serie de castros, poblaciones fortificadas, en diversas provincias, pero sobre todo en las de Ávila y Salamanca. Estos poblados contaban con diversos recintos (algunos para el ganado) y muestran un alto grado de civilización. Los más importantes de estos asentamientos son los siguientes:
- Castro de las Cogotas (Cardeñosa, Ávila)
- Castro de la Mesa de Miranda (Chamartín de la Sierra, Ávila)
- Castro de Ulaca (Villaviciosa —Solosancho—, Ávila)
- Castro del Raso (Candeleda, Ávila)
- Castro de los Castillejos (Sanchorreja, Ávila)
- Castro de Las Paredejas (Medinilla, Ávila)
- Castro de La Coraja (Aldeacentenera, Cáceres)
- Castro de Villasviejas del Tamuja (Botija, Cáceres)
- Castro de Yecla la Vieja (Yecla de Yeltes, Salamanca)
- Castro de Las Merchanas (Lumbrales, Salamanca)
- Castro de El Castillo (Saldeana, Salamanca)
- Castro de Canto-Los Hierros (El Espinar, Segovia)

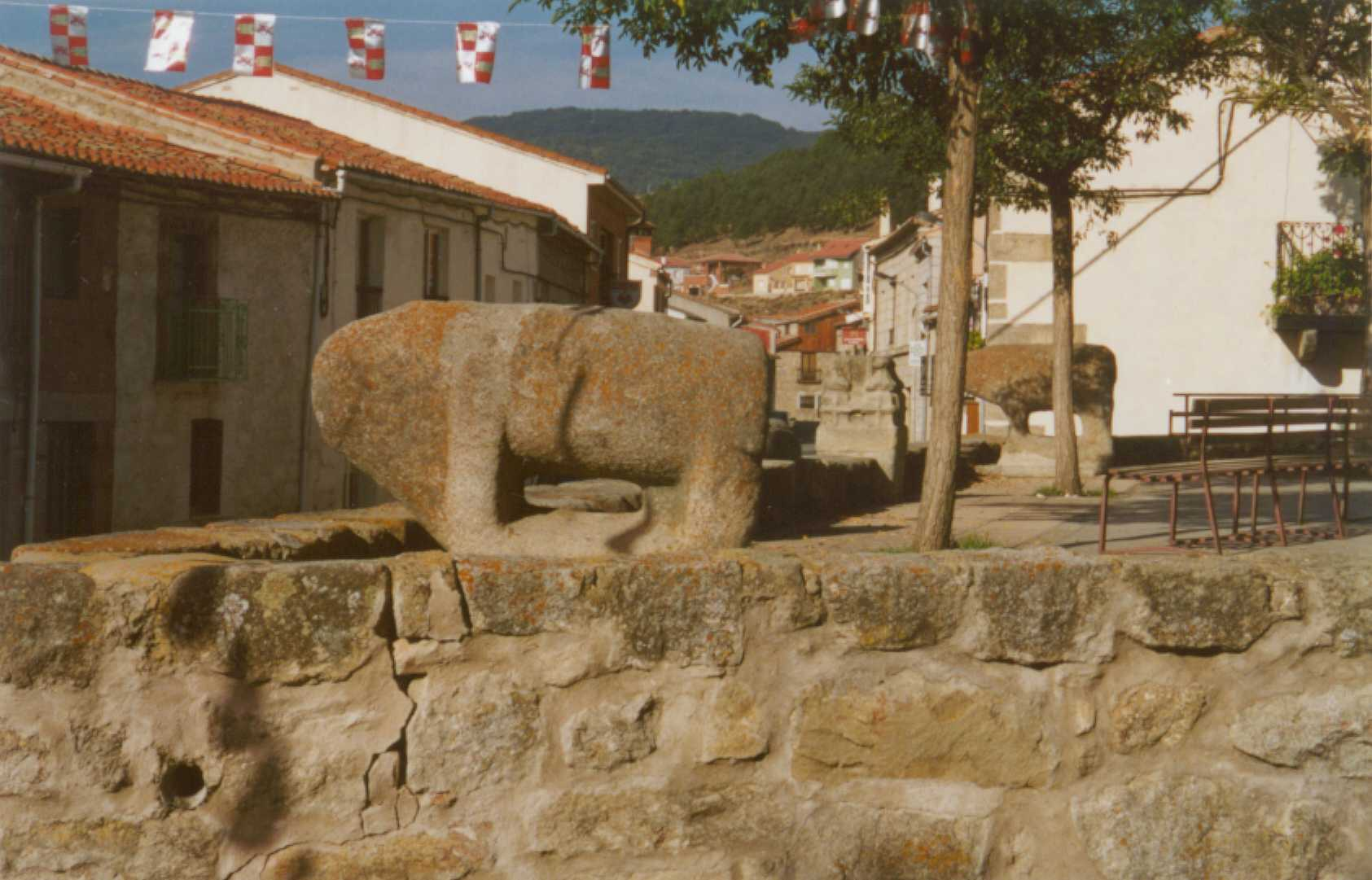
Verracos en la plaza mayor de Villatoro (Ávila).

Suelen emplazarse en lugares elevados y de difícil acceso junto a fuentes de agua y vías de comunicación. En otras ocasiones aparecen en zonas llanas en suelos de vocación agrícola, aunque la mayoría buscan la defensa de la altura.
Hay cuatro tipos de emplazamiento de los poblados:
- En espigón fluvial, como la Mesa de Miranda (Chamartín de la Sierra), Yecla la Vieja (Yecla de Yeltes), La Plaza (Gallegos de Argañán). Ofrecen un cerro amesetado y escarpado en el lugar donde se unen dos cauces fluviales.
- Los situados en acrópolis y en meandro buscan la proximidad a los cauces fluviales y las facilidades naturales de dfensa, como ocurre con Las Cogotas (Cardeñosa), El Raso (Candeleda), Saldeana, Bermellar,o Las Merchanas (Lumbrales).
- Otros destacan sobre una cadena montañosa para disponer de un control visual absoluto, como Sanchorreja, El Berrueco, Ulaca (Solosancho) y Villas Viejas (Casas del Castañar).
- En ladera, tal y como se emplazan Salamanca y Ciudad Rodrigo, donde el río puede cruzarse fácilmente. Sin embargo, su tamaño varía de poblados pequeños de 1 ha a otros de 20-70 ha.

Las defensas naturales del terreno se completan con defensas artificiales: murallas, torres, fosos y campos de piedras hincadas.
La muralla se construye sin cimentación, sobre la roca natural, con mampostería en seco. No se conoce su altura original, pero en el Picón de la Mora se conservan cuatro metros, cinco en la Corraja o seis en Castillo de Gema (Yecla de Yeltes). Es muy probable que el remate de las mismas se hiciera con una empalizada de postes de madera, o de adobes, sobre todo en las entradas. Son murallas adaptadas al relieve del terreno y a veces tienen bastiones, sobre todo en las puertas, y aprovechan al máximo los tiros cruzados. Solo a finales de la II Edad del Hierro algunos castros añaden torres de planta cuadrada y sillares regulares.
Las puertas son relativamente homogéneas; responden a dos esquemas: en embudo y en esviaje. Las configuraciones en embudo se forman cuando los dos lienzos de la muralla se curvan hacia el interior, a veces se añaden dos bastiones en los flancos, apareciendo un callejón en embudo, como en Las Cogotas, La Coraja o El Raso. En la configuración en esviaje los tramos de muralla se sobreponen; los dos lienzos adoptan una situación paralela dejando un espacio libre entre ellas para pasar.

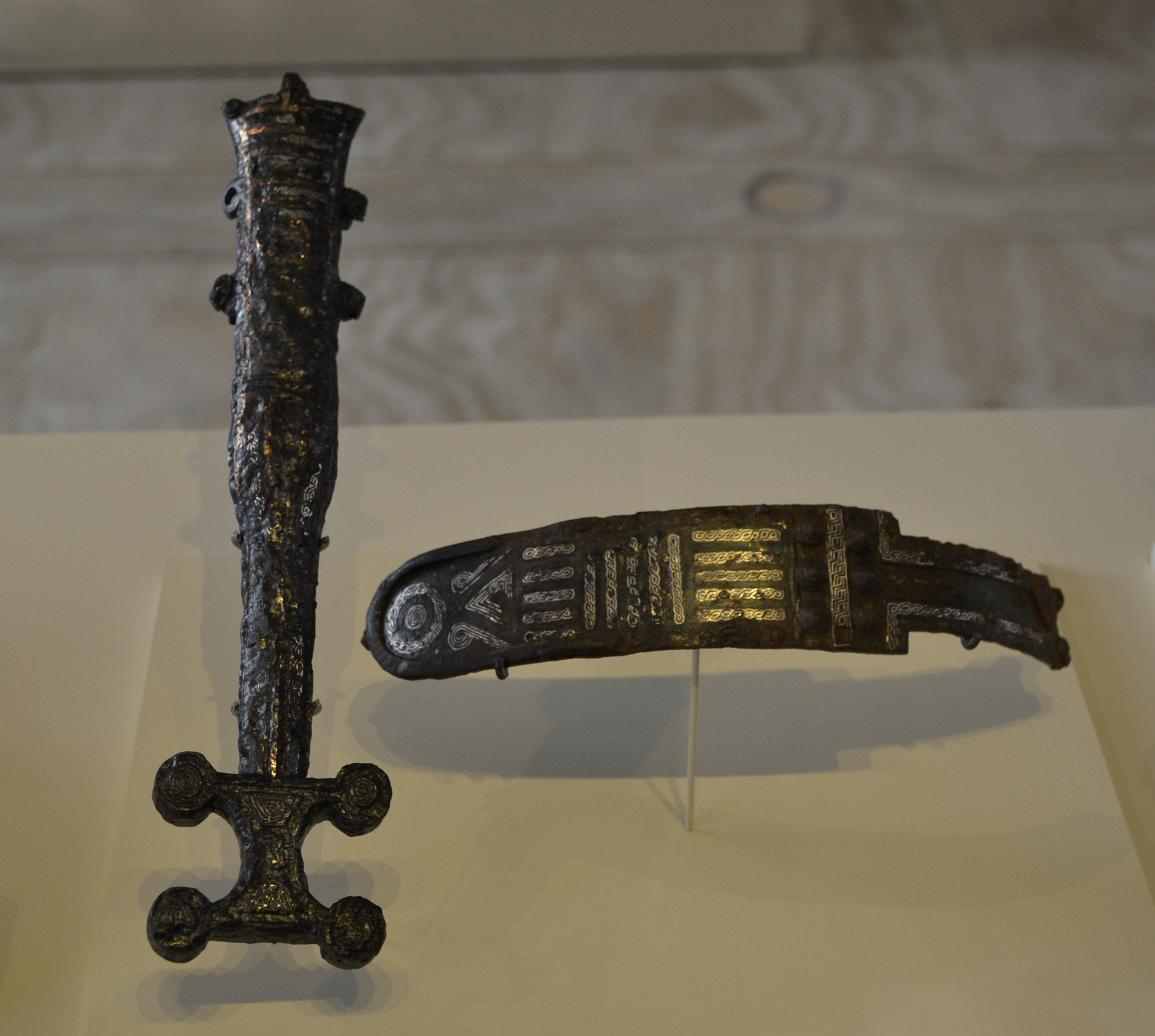
Contera de vaina y tahalí de puñal vetones. -, necrópolis de la Osera, Chamartín, hoy en el M.A.N..

En ocasiones encontramos frente a la muralla fosos, y mucho más habituales son los campos de piedras hincadas, campos sembrados de piedras puntiagudas, colocadas en las zonas más vulnerables y accesibles de los poblados. Unos autores opinan que servían para impedir los ataques de caballería y otros, sin embargo, para dificultar el acceso a pie. Este sistema se extiende desde el noreste de la península ibérica y el núcleo soriano hasta la meseta occidental y el noroeste. Entre los vetones hay dos focos, el foco abulense del valle Amblés y el salmantino en torno a los ríos Yeltes, Huebra y Águeda; al otro lado del Sistema Central —entre los vetones del sur— son esporádicas y casi inexistentes.
El interior de los recintos fortificados responde a un intento de zonificación, y su organización interna estaba condicionada por los afloramientos de granito. En algunos yacimientos se observan barrios de la élite y otros más pobres al contrastar los ajuares domésticos encontrados en las excavaciones. En muchos castros se han hallado viviendas fuera de las murallas; son los llamados barrios extramuros en muchos de los poblados. Esto indica que las murallas no suponían momentos de peligro o inestabilidad.
Entre los castros abulenses hay santuarios, como en El Raso de la Candeleda y Ulaca, mientras que en los salamantinos no se han hallado.
Otros castros, oppida, asentamientos o restos vetones
- Abulenses: Obila (Ávila), Toros de Guisando, Necrópolis de La Osera, (Chamartín), La Colilla (Valle de Amblés) La Pared de los Moros (Niharra), El Cerro de la Cabra (Ojos Albos).
- Salmantinos: Helmantica (Salamanca), Miróbriga (Ciudad Rodrigo), Diobriga (Béjar), Manliana (Monleón), Irueña (Fuenteguinaldo), Lerilla (Zamarra), Hinojosa de Duero, Los Habitantes (Albergueria), La Plaza (Gallegos de Argañán), El Cerro y Lagunilla (Montemayor), Castro de Saldañuela (Bermellar).
- Cacereños: Talavera La Vieja, Capara (Guijo de Granadilla), Botija, Montehermoso, Segura de Toro, Malpartida de Plasencia, Villar del Pedroso y Hervás.
- Portugueses: Ocelum (Castelo Branco), Cottaeobriga (Almeida), Lancia (Serra d'Opa).
- Toledanos: Caesarobriga (Talavera de la Reina).
- Zamoranos: Toro, Castro de San Mamede
- Sin catalogar: Laconimurgi (Constantina, en la provincia de Sevilla, o Puebla de Alcocer, en la de Badajoz).

### Las necrópolis

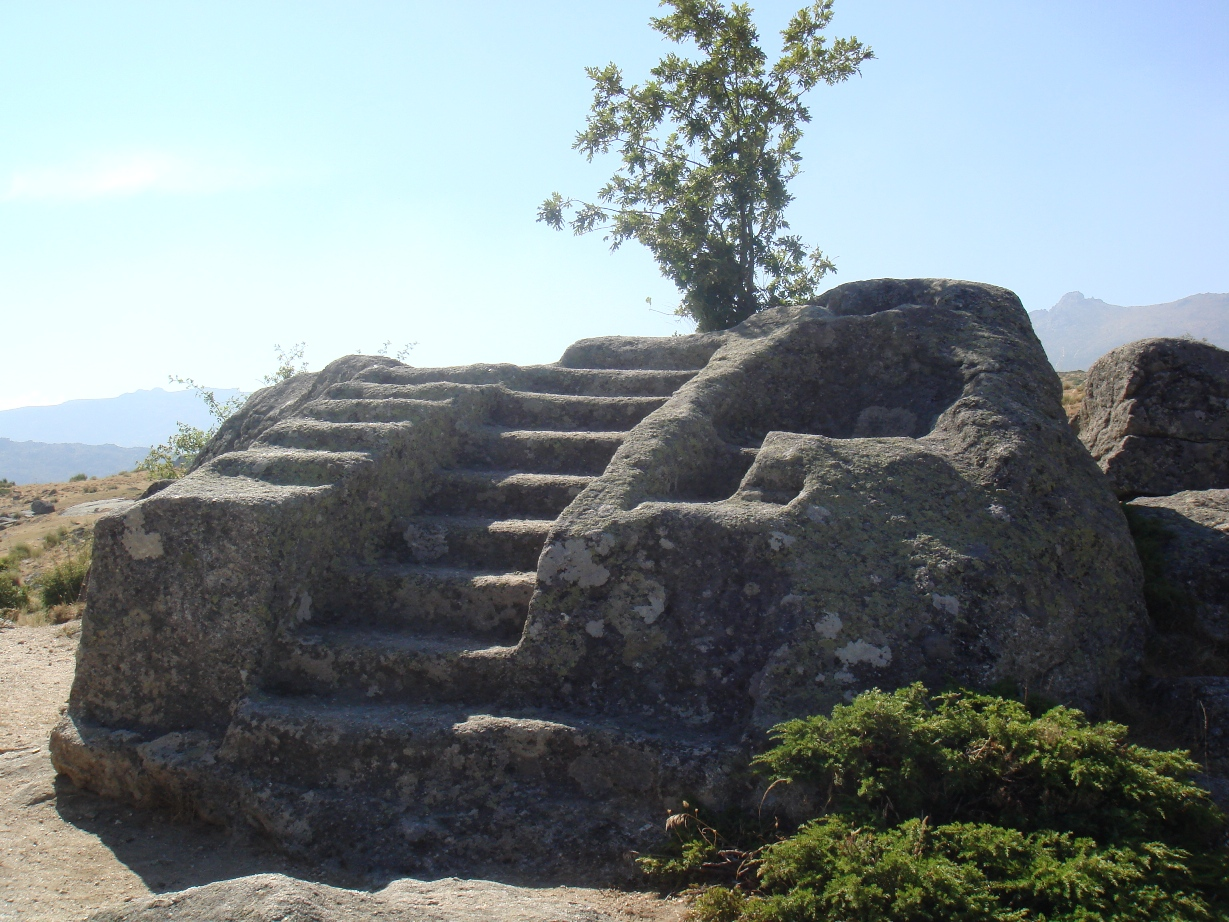
Altar de sacrificios de Ulaca.

En las necrópolis de estos castros se han encontrado muchas tumbas que muestran la importancia de los guerreros en la cultura vetona. Las características definitorias son:
- localización frente a las puertas de los poblados, entre 150-300 metros de distancia,
- proximidad a corrientes de agua continuas, que discurren de este a oeste en relación con los cementerios y
- distribución particular, que consiste en concentrar los enterramientos en sectores separados por zonas sin tumbas.

El ritual funerario parece que se basó casi exclusivamente en la cremación del cadáver, y depositar los restos en la tierra con urna cineraria o sin ella, y para algunas tumbas, la existencia de objetos tanto metálicos como de cerámica, que harían las veces de ajuar. Hay yacimientos en los que se observaron restos de huesos y escorias de metal, como ocurre en Las Cogotas, que pudieron ser lugares en los que se calcinasen los cuerpos, cuyo nombre sería el de Ustrina. Varía la forma de cubrir la urna. Unos son simplemente hoyos a poca distancia del suelo, en otras ocasiones nos encontramos ante túmulos (La Osera, El Mercadillo, La Coraja) o estelas (Las Cogotas) e incluso pequeñas coberturas de lajas (El Raso, El Romazal I, Alcántara).

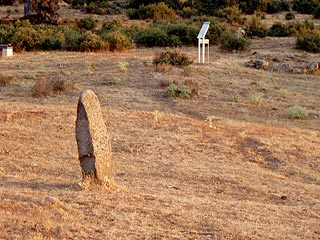
Necrópolis del castro de la Mesa de Miranda.

No hay información sobre las necrópolis del extremo occidental del territorio vetón, Zamora y Salamanca, lo que plantea dos posibilidades:
- que las costumbres funerarias fuesen diferentes, como exposición de los cadáveres a los animales carroñeros, o se arrojasen los cadáveres o cenizas a las aguas de los ríos, que serían prácticas que no dejaban restos arqueológicos;
- que las necrópolis de estas zonas no hayan sido encontradas todavía.

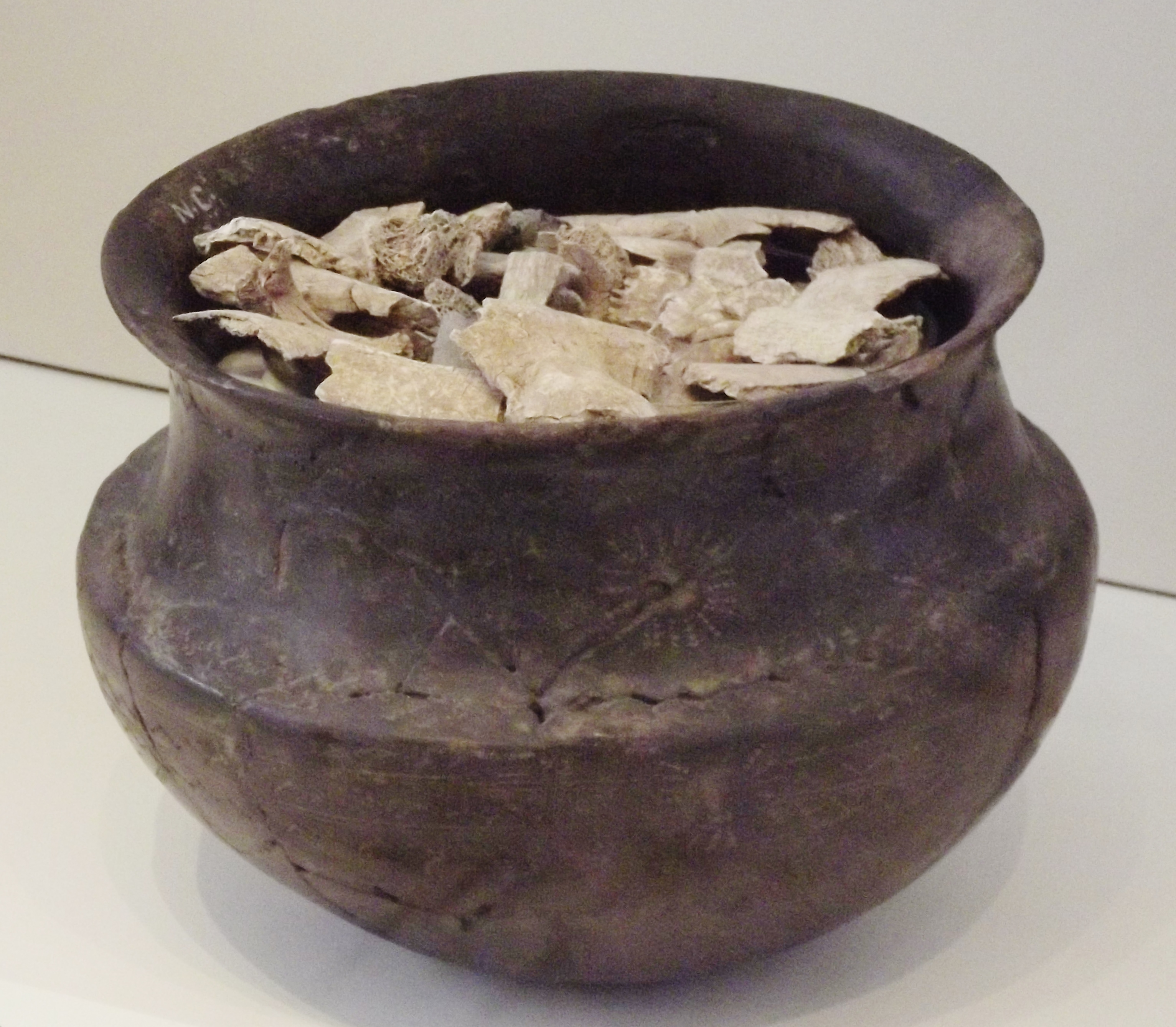
Vasija funeraria vetona con huesos humanos hallada en la necrópolis de Trasguija, en Las Cogotas; Museo Arqueológico Nacional.

De todas formas, el parecido cultural de estas zonas con la fachada atlántica hace sospechar que no se trataba de grandes cementerios. Por ejemplo, para la Edad del Hierro, en el noroeste, no se han encontrado necrópolis, y es una zona de gran influencia atlántica.
En cuanto a los ajuares y su desarrollo, se puede decir que los primeros enterramientos son del 500 a C.; en esos momentos el arma principal es la espada de hierro en todas sus variantes, sobre todo las de antenas atrofiadas, típicas de Campos de Urnas. Aparecen también vasos de ofrendas junto a cerámica hecha a mano con decoración peinada. A finales del siglo IV a. C., los cementerios se vitalizan, y con las espadas empiezan a incluirse puñales de los llamados Monte Bernorio. De manera posterior, sobre el 300 a C., se irán incluyendo los puñales de frontón y los dobleglobulares, llamados así por la forma de su pomo. Sin olvidar otros elementos como lanzas y jabalinas.

## Economía
La riqueza en la Segunda Edad del Hierro parece estar muy mal repartida, y debió haber muchas diferencias sociales. La estructura era piramidal, en cuyo vértice superior estaría una élite militar, que usaría el caballo y armas de lujo. Por debajo se encontraría una base guerrera no tan rica, por su panoplia algo más sencilla. En un nivel inferior se hallaba un grupo de comerciantes y artesanos, y, por último una gran masa de gente más humilde (aproximadamente 85 % de la población) e incluso algunos siervos y/o esclavos. Por ejemplo, Polieno y Plutarco señalan la existencia de estos últimos en Salmantica hacia el 220 a C. La aristocracia debió desempeñar un papel importante en esta sociedad.
La ganadería era una de las actividades económicas más importantes. El ganado aportaría carne, leche, piel, cuero, huesos y asta (para instrumentos y herramientas, además de adornos). Se cree incluso que una parte de los recintos amurallados pudieron servir como corrales de ganado, para poder proteger su recurso más preciado. Los restos arqueológicos sugieren que se dedicaron a varias especies, como el ganado bovino y el cerdo, aunque también pudieron dedicarse a otras, como ovejas y cabras.
No se debe descartar, sin embargo, la agricultura, ya que en algunos yacimientos se ha encontrado grano de cereal carbonizado (como en Las Cogotas o en El Raso). La existencia de yacimientos de pequeño tamaño en la Vega del río Adaja, en Ávila, podría estar hablando de pequeños asentamientos dedicados a la producción agrícola. También debieron dedicarse a la recolección de frutos silvestres y a la caza, puesto que entre los huesos de animales hallados en los castros, hay de jabalí y de ciervo.
También se sabe que estas poblaciones tenían comercio con culturas lejanas, dado que en sus necrópolis y poblados hay objetos de lugares alejados de la península ibérica, tanto orientalizantes, como griegos e ibéricos.

## Religión
Las dos dificultades a las que se enfrenta el estudio de la religión vetona mediante datos epigráficos son la cronología tardía de estos y el ruido que introduce la influencia romana o latinización sobre el sustrato indígena.

### Panteón
- Ataecina

Es la divinidad indígena femenina más importante en número de exvotos epigráficos en toda la península ibérica y la segunda deidad, solo superada por el lusitano Endovelicus (Endovelico). Las cerca de cuarenta aras consagradas a esta diosa en distintos puntos de la mitad meridional de la provincia de Cáceres, de la de Badajoz y de la raya media portuguesa, presentan diversas formas de invocación ( Domina, Dea, Dea Sancta). Sus apariciones epigráficas aluden a variaciones del topónimo Turobriga (Turibri, Turibrige, Turobrig, Turobrigensis), que fue su principal centro de culto, pero del cual no existe consenso sobre su correspondencia actual. El hallazgo de más de quince aras dedicadas a la diosa en la ermita visigoda de Santa Lucía del Trampal en Alcuéscar (Cáceres) respalda el indicio de que este lugar constituyó un importante santuario, independientemente de que tenga que ser identificado con la escurridiza Turobriga. De lo que no hay duda es de que la devoción a Ataecina adquiere un alcance territorial ciertamente dilatado: se extiende por una amplia franja del occidente peninsular, especialmente del Tajo-Guadiana, rebasando el ámbito vetón para proyectarse también por el espacio de lusitanos y célticos.
Existen diversas propuestas sobre el carácter de la diosa: el de una divinidad de la fertilidad, asimilada a la Proserpina romana; el de una divinidad infernal (también asimilada a Proserpina), el de protectora de las aguas o el de diosa madre. Los estudiosos contemporáneos tienden a creer más a la interpretación de una divinidad infernal relacionada con ritos funerarios. Los motivos asociados a la diosa son el ramo y la cabra.
- Vaelico

Conocemos su existencia gracias a una veintena de menciones del lugar de Postoloboso en el término municipal de Candeleda (Ávila), próximo al oppidum de El Raso. El sitio circunscribe el santuario de Vaelico: una divinidad indígena a la que se rendía culto en época romana, heredero de un precedente. Fdez. Gómez relaciona el teónimo abulense con Endovelicus, dios principal del panteón lusitano, cuyo santuario se sitúa en el entorno de la ermita de San Miguel da Mota en Terena (Alandroal, Alentejo).
- Ilurbeda

Ilurbeda es una divinidad de origen vetón bien conocida, extendida por la Lusitania romana, con registros epigráficos hallados en Cáceres (San Martín de Trevejo (Olivares, 2007)), Ávila (dos aras encontradas en la iglesia parroquial de Nuestra Señora de la Asunción de Narros del Puerto), Salamanca (Segoyuela de los Cornejos (AE, 1985), Martiago (Hernández-Guerra, 2001) y La Alberca (HEp, 2000)), Coímbra (dos testimonios en Covas dos Ladrões, Góis) (García, 1991) y Sintra (Faião, Terrugen) (García, 1991).
- Cosus

Los vetones adoraban a este dios como el de la guerra, el de la virilidad y el del tiempo atmosférico. Era caracterizado con forma taurina, como otra deidad indígena de la península ibérica, Bandua, al que se le considera equivalente. En otras religiones es identificado con el Thor nórdico, el Taranis galo o el Dagda irlandés, pero los romanos solían identificarlo con Júpiter y Marte. Se han encontrado referencias suyas en Boñar (León) y en Retortillo (Salamanca).

## En la cultura popular
- Novela "Urko el Vettón" del autor Alfredo González Tejado, editada por Círculo Rojo.
- Novela "Tarvos, de Tartessos a la Galia" de la autora Elisa Rivero Bañuelos. El viaje del príncipe tartesio Habis pasa por la tierra de los vetones, hasta el castro de Ulaca donde presencian un sacrificio en el altar. Aparecen varios personajes vetones, como una sacerdotisa del dios Vaélico que enseñará a pelear al protagonista.
- Novela "Óbila" del autor Carlos del Solo.